# Sous-district d'Acre
1920 – 1948
Entités précédentes :
- Sandjak d'Acre ( Empire ottoman)

Entités suivantes :
- District nord ( Israël)

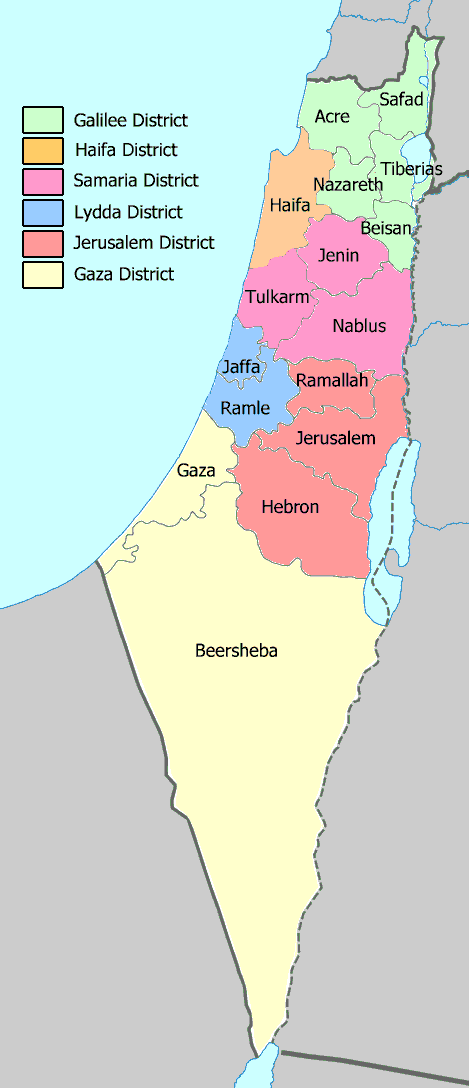
Les districts et sous-districts de la Palestine mandataire en 1945.

Le sous-district d'Acre (arabe : قضاء عكا, Qadaa Akka ; hébreu : נפת עכו, Nefat Akko) était un des sous-districts de la Palestine mandataire, situé dans le nord de l'actuel Israël. Il recouvrait à peu près le territoire de l'actuel sous-district d'Acre (en) israélien et avait pour chef-lieu la ville d'Acre.

## Subdivisions voisines
- Sous-district de Safed (à l'est)
- Sous-district de Tibériade (à l'est)
- Sous-district de Nazareth (au sud)
- Sous-district de Haïfa (au sud-ouest)
- Liban (au nord)

## Historique administratif
Le territoire du sous-district d'Acre a été rattaché à plusieurs districts au cours de son histoire :
- 1922 : district Nord
- 1937 : district de Galilée
- 1939 : district de Galilée et d'Acre
- 1940 : district de Galilée
- 1948 : dissolution

L'ancien territoire du sous-district d'Acre est aujourd'hui rattaché au district nord d'Israël.

## Villes et villages dépeuplés
(localités actuelles entre parenthèses)
| - Amqa (Amka) - Arab al-Samniyya (Ya'ara) - al-Bassa (Betzet, Rosh HaNikra, Shlomi, Tzahal) - al-Birwa (Ahihud, Yas'ur) - al-Damun (Yas'ur) - Dayr al-Qassi (Abirim, Elkosh, Mattat, Netu'a) - al-Ghabisiyya (Netiv HaShayara - Ikrit (Even Menachem, Goren, Shomera) - Khirbat Iribbin (Adamit, Goren) - Khirbat Jiddin (Ga'aton, Qiryat, Yehiam) - al-Kabri (Ein Ya'akov, Ga'aton, Kabri, Ma'alot-Tarshiha, Me'ona) - Kafr 'Inan (Kfar Hananya) - Kuwaykat (Beit HaEmek) - al-Manshiyya (Bustan HaGalil, Shomrat) | - al-Mansura (Amirim, Biranit, Elkosh, Mattat, Netu'a) - Mi'ar (Atzmon, Ya'ad) - al-Nabi Rubin (Even Menachem, Shomera, Shtula, Zar'it) - al-Nahr (Ben Ami, (Kabri) - al-Ruways - Sha'ab - Suhmata (Hosen, Tzuriel) - al-Sumayriyya (Bustan HaGalil, Lohamei HaGeta'ot, Shomrat) - Suruh (Even Menachem, Shomera, Shtula, Zar'it) - al-Tall - Tarbikha (Even Menachem, Shomera, Shtula, Zar'it) - Umm al-Faraj (Ben Ami) - Az-Zeeb (Gesher HaZiv, Sa'ar) |